# Барт Дейвис
Барт Дейвис (на английски: Bart Davis) е американски писател на бестселъри в жанра военен трилър.

## Биография и творчество
Барт Дейвис е роден на 13 декември 1950 г. Ню Йорк, САЩ. Завършва политехническата гимназия в Бронкс през 1967 г. През 1971 г. получава бакалавърска степен по английска филология, а през 1976 г. магистърска степен по социална дейност от университета „Стони Брук“.
През 1983 г. е публикуван първият му роман „Blind Prophet“ (Слепият пророк), а през 1984 г. романът му „A Conspiracy of Eagles“, който бестселър и го прави известен.
През 1987 г. е публикуван първият му трилър „Full Fathom Five“ от поредицата „Питър Маккензи“. Легендарният капитан на подводница Питър Маккензи е натоварен да преследва отвлечена от бунтовници от Централна Америка руската подводница с ядрени ракети насочени към САЩ. През 1990 г. романът е екранизиран в едноименния филм с участието на Майкъл Мориарти, Мария Рейнджъл, Тод Фийлд и Майкъл Кавана.
През 1990 г. е съавтор на филма „Любов или пари“.
Публикува статии за „Ню Йорк Таймс“, „Нюздей“, „Психолоджи тудей“ и „Пийпъл“.
Като джаз-ентусиаст продуцира концерти в Европа, включително концерт за откриването на филмовия фестивал в Кан през 2003 година.
Бил е в борда на директорите на Научния музей на Лонг Айлънд, преподавал е футбол и е изнасял лекции в университетите „Стони Брук“, Масачузетския университет в Амхърст, в Американската търговска морска академия и Франклин Колидж. Член е на социалния съвет на университета „Стони Брук“ и на Франклин Колидж в Лугано, където учи дъщеря му.
Барт Дейвис живее със семейството си в Ню Йорк и Франция.

## Произведения

### Самостоятелни романи
- Blind Prophet (1983)
- A Conspiracy of Eagles (1984)
- Takeover (1986)
- Black Widow (1988)
- The Doomsday Exercise (1988)
- The Midnight Partner (1995)
Среднощен партньор, изд. „Епсилон“ Ямбол (1997), прев. Борис Недков

### Серия „Питър Макензи“ (Peter MacKenzie)
1. Full Fathom Five (1987)
2. Raise the Red Dawn (1990)
Спасете Алена зора, изд. „Калпазанов“ Габрово (1996), прев. Рени Димитрова
3. Destroy the Kentucky (1991)
Унищожете „Кентъки“, изд. „Калпазанов“ Габрово (1997), прев. Рени Димитрова
4. Atlantic Run (1993)
Бягство в Атлантика, изд. „Калпазанов“ Габрово (1995), прев. Пенка Дамянова
5. Voyage of the Storm (1995)

### Детска литература
- Touch the Earth (2017) – с Джулиън Ленън

### Документалистика
- Shooting Stars (1992) – с Джордж Калински
- Holy War On the Home Front (2004) – с Харви Кушнер
- Closure (2006) – с Уилям Кийгън
- Black and White: The Way I See It (2014) – с Ричард Уилямс, баща и треньор на Венера и Серена Уилямс (автобиография на Ричард Уилямс)

### Екранизации
- 1990 Full Fathom Five – по романа
- 1990 Love or Money – автор, сценарист и съпродуцент